# Resolució 2291 del Consell de Seguretat de les Nacions Unides
La Resolució 2291 del Consell de Seguretat de les Nacions Unides fou adoptada per unanimitat el 13 de juny de 2016. El Consell va ampliar el mandat de la Missió de Suport de les Nacions Unides a Líbia (UNSMIL) durant mig any fins al 15 de desembre de 2016.

## Contingut
El Consell reconeixia que el govern de l'acord nacional era l'únic govern legítim de Líbia. La formació d'aquest govern temporal es va acordar en l'acord polític celebrat el 17 de desembre de 2015 a Skhirat (Marroc). El 30 de març de 2016, els membres del consell presidencial del govern d'unió nacional liderat pel primer ministre Fayez Serraj van arribar a Trípoli. Aquest govern havia de prendre mesures de seguretat temporals per estabilitzar el país.
El mandat de la UNSMIL es va ampliar fins al 15 de desembre de 2016 i va incloure:
- Informar i supervisar possibles violacions dels drets humans;
- Evitar la propagació incontrolada d'armes;
- Donar suport a importants agències governamentals;
- Donar suport a serveis essencials a petició del govern i donar suport al lliurament d'assistència humanitària;
- Coordinar l'ajuda internacional a Líbia;